# Nayland (Nouvelle-Zélande)
Nayland est une banlieue de la ville de Stoke dans l’île du Sud de la Nouvelle-Zélande.

## Situation
Elle est localisée au nord de la ville de Stoke, tout près de l’aéroport de Nelson (en), donc au sud-ouest du centre de la cité de Nelson.

## Population
La population de la localité de Nayland était de 828 habitants selon le recensement de 2013 en Nouvelle-Zélande.
C’était une augmentation de 93 personnes par rapport au recensement de 2006

## Éducation
- Le collège Nayland (en) est une école secondaire public, mixte, accueillant les enfants de l’année 9 à 13[3],[4] avec un effectif de 1 361 élèves en mars 2010[5].
- L’école de « Nayland Primary School » est une école d’état, mixte, assurant le primaire, allant de l’année 1 à 6[6],[7] avec un effectif de 389 élèves[8].
- l’école « Broadgreen Intermediate » est une école publique, mixte de type intermédiaire pour les enfants de niveau 7 à 8[9],[10] avec un effectif de 578 élèves[11].